# ラーショー
ラーショー（ビルマ語: လားရှိုးမြို့、英: Lashio）は、ミャンマー中部シャン州の都市。

## 交通
- 州都タウンジー（インレー湖近く）からバスで17時間かかり、運賃は17000チャット。

- マンダレーから鉄道で16時間かかり、運賃は5～12＄。

- マンダレーから飛行機で45分かかり、料金は84＄。

- ヤンゴン空港から飛行機で1時間45分かかり、料金は157＄。

- ヤンゴンからバスで15時間かかり、運賃は14500チャット。

- 中緬国境の町ムセ（ムーセ）へ、北へ向かう大通り脇に居るタクシーで15000チャットで5時間（客が4人集まるまで出発しない。4人分払えば貸切。途中、パスポートチェックが2回ある）。

## 施設
- ラーショー温泉：ラーショー郊外。軽トラ・チャーターで市街地から片道5000チャット程。温泉は個室1500チャット（タオルなしの場合）。

- 南バスターミナル：市街地まで2km。バイクタクシー2000チャット、軽トラ・チャーターで5000チャット程。

- ラーショー駅：市街地まで2マイル。

- ラーショー空港：市街地まで3マイル。

- ラーショー大学

（以上、Lonely Planet参照）

## ギャラリー

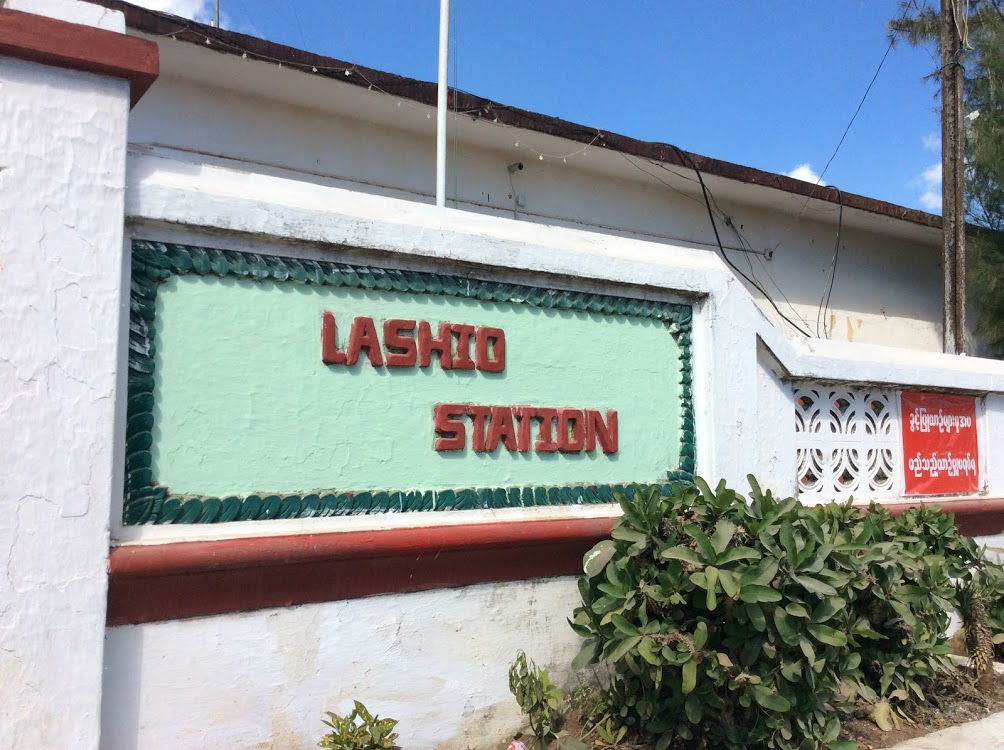
ラーショー駅
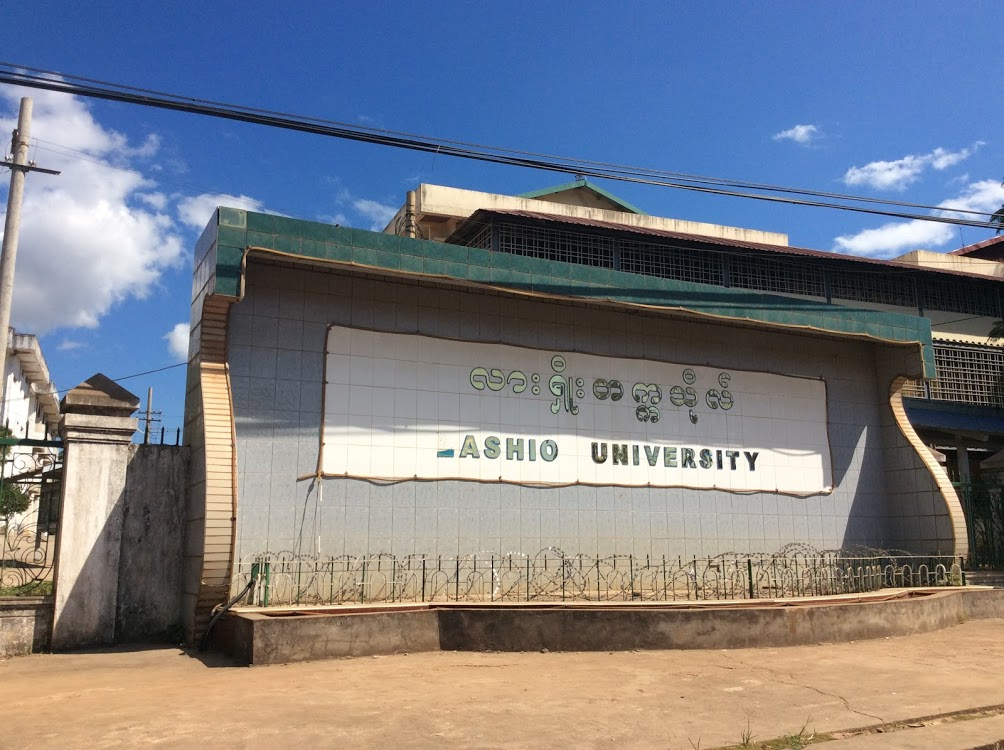
ラーショー大学
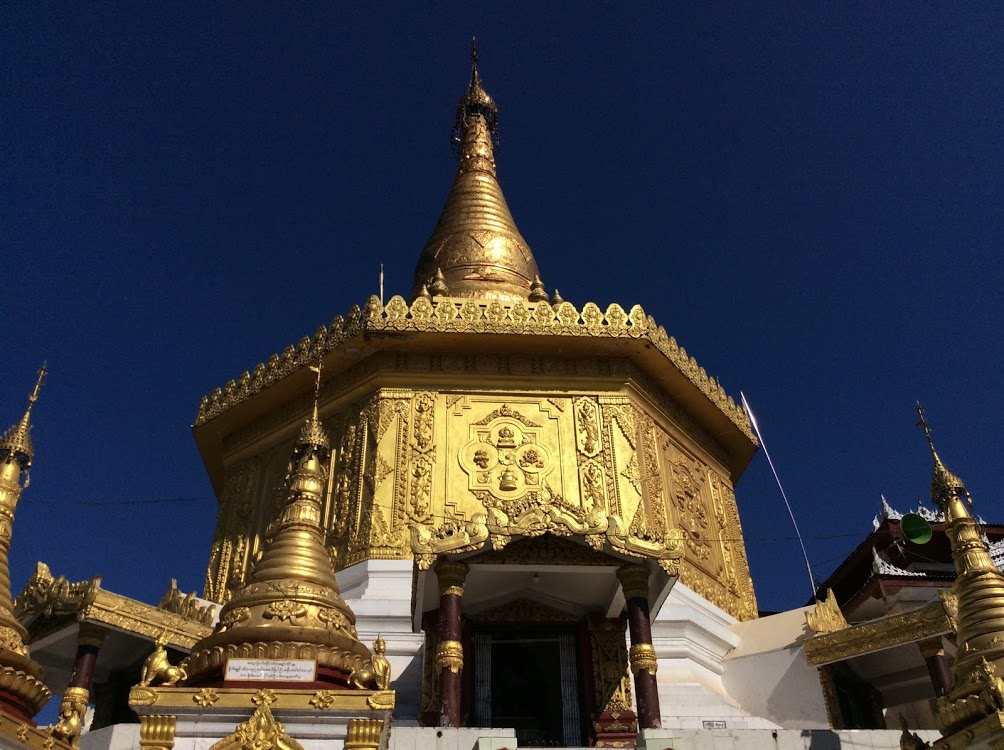
マンスーパゴダ
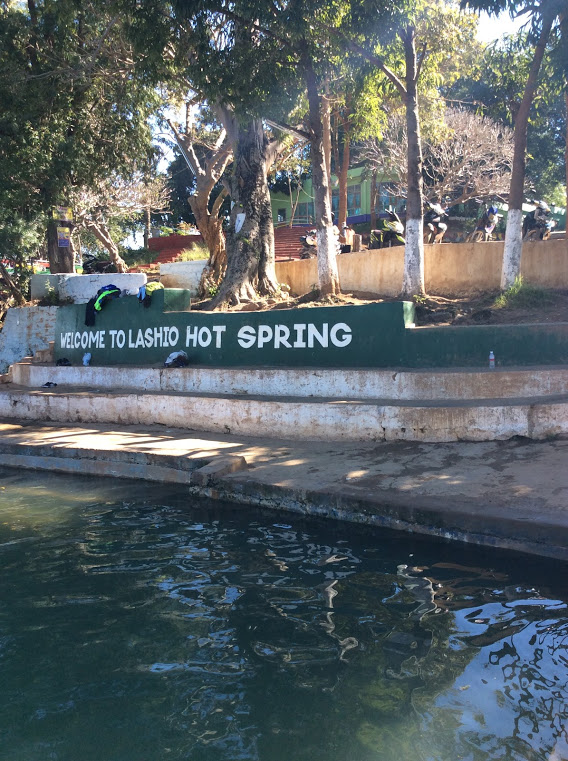
ラーショー温泉